# Litku Klemetti
Litku Klemetti, all'anagrafe Sanna Klemetti (Kuhmo, 5 aprile 1987), è una cantante finlandese.

## Biografia
Litku Klemetti si è avvicinata alla musica quando frequentava le scuole medie: ascoltava sia rock progressivo che schlager. Dopo il liceo ha studiato canto all'Oriveden Opisto, per poi trasferirsi a Jyväskylä, dove studiato prima al Conservatorio, e poi all'Università cittadina, laureandosi nel 2015 in Musicologia.
Nel 2016 è uscito il suo album di debutto Horror '15, che la rivista musicale Soundi ha premiato come miglior debutto dell'anno. L'anno successivo è uscito il suo secondo album Juna Kainuuseen, che è stato il suo primo ingresso nella classifica finlandese al 39º posto. Ha avuto più fortuna il suo album del 2018 Taika tapahtuu, che si è piazzato 27º, e ancora di più Ding ding dong, che è entrato in classifica al 13º posto nel 2019.
Due degli album della cantante sono accreditati con il nome Litku Klemetti & Tuntematon numero. Questi ultimi sono i musicisti di supporto dell'artista, composto da Alexi alla chitarra, Baba-R al basso e Sammy alla batteria. Ad aprile 2017 Litku Klemetti ha annunciato che i suoi progetti futuri sarebbero stati accreditati a nome suo, ma che i Tuntematon numero avrebbero continuato ad accompagnarla in studio di registrazione, nonché in tutte le sue esibizioni.

## Discografia

### Album
- 2016 - Horror '15 (Litku Klemetti & Tuntematon numero)
- 2017 - Juna Kainuuseen
- 2017 - Päivä päivältä vähemmän (Litku Klemetti & Tuntematon numero)
- 2018 - Taika tapahtuu
- 2019 - Ding ding dong

### Singoli
- 2017 - T-paitakelit
- 2018 - Kaikki peittyy kyyneliin
- 2019 - Tähdenlento
- 2019 - Sinä tiedät sen
- 2019 - Mitä muutakaan tekisin?
- 2019 - Keijukaisvalssi